# Habropogon theodori
Habropogon theodori är en tvåvingeart som beskrevs av Hradsky och Geller-grimm 2005. Habropogon theodori ingår i släktet Habropogon och familjen rovflugor. Inga underarter finns listade i Catalogue of Life.